# Syaoran Li
Syaoran Li (リ・シャオラン?, Ri Shaoran, dal cinese 李小狼S, Lǐ XiǎolángP) è un personaggio della serie Card Captor Sakura, creata dalle CLAMP. Insieme a Sakura Kinomoto, è alla ricerca delle Clow Card.
È doppiato da Motoko Kumai nella versione giapponese, mentre in quella italiana da Monica Bonetto nella prima stagione e Cinzia Massironi nella seconda.

## Nome
Il suo nome è Syaoran, mentre il cognome Li: seguendo però l'usanza giapponese di presentarsi, il suo nome completo viene scritto Li Shaoran. Per questo motivo è conosciuto anche come Li ShaoLang o Li Syaoran nella versione animata.
Il nome Syaoran Li è di origine cinese, di solito latinizzato come Xiǎoláng Lǐ. Sia in cinese che in giapponese, Shaoran (小狼?) significa "piccolo lupo", mentre Li (李?), un cognome cinese molto comune, significa "prugna". Per dare la pronuncia corretta in giapponese si usano i caratteri  (リ・シャオラン?, Ri Shaoran).
Nelle prime stampe del manga segue l'ordine del nome tradizione cinese, cioè nome di famiglia e poi il nome personale. Nelle versioni successive si passa all'ordine utilizzato in occidente. Nella versione animata, l'ordine del nome e del cognome viene invertito: infatti, Syaoran viene comunemente chiamato "Li", mentre il cognome diventa "Syaoran".

## Storia
Syaoran è un lontano parente di Clow Reed, creatore della Carte di Clow. Come membro della famiglia Li, una famiglia di stregoni di Hong Kong, di cui la madre di Clow faceva parte, Syaoran crede di essere l'unico a dover ereditare il mazzo di Carte, e non Sakura Kinomoto. Fa la sua prima comparsa come antagonista della serie, catturando alcune carte al posto di Sakura nella versione animata, anche se non ne cattura nessuna nel manga. Con l'avanzamento della serie, soprattutto dopo che Sakura viene ufficialmente designata come nuova padrona delle Carte, Syaoran perde i suoi atteggiamenti da rivale e diventa più amichevole nei suoi confronti, aiutandola con la cattura della carte e finendo per innamorarsi di lei.
Syaoran è abile nelle arti marziali, compreso l'uso della jian, e nelle arti magiche. Le sue abilità magiche sono incentrate sugli incantesimi elementali, lanciati usando la sua spada o la sua collezione di ofuda.
Anche se afferma di aver catturato alcune Carte da solo, Syaoran non ne ha mai catturata nessuna, anche perché l'atto di cattura può essere svolto solamente usando la scettro di Sakura. Ad ogni modo, Syaoran gioca un ruolo molto importante nella cattura, perché indebolisce le Carte prima che Sakura possa catturarle, facilitandole il compito.

## Relazioni

### Sakura
La relazione con Sakura è la relazione principale della serie, anche se si sviluppa solamente nella seconda parte.
Inizialmente Syaoran vede Sakura come una rivale: i due ragazzini entrano in continuo contrasto e la cattura delle carte diventa una gara per stabilire chi è più abile nello svolgere il compito che è stato affidato loro.
Man mano però, il loro rapporto cambia e diventano amici.
Successivamente Syaoran comincerà a provare dei sentimenti più importanti verso Sakura, arrivando persino a innamorarsi di lei.
La timidezza però, lo porterà a rimandare continuamente la sua dichiarazione a Sakura, che avverrà verso la fine del manga/anime e verrà ricambato.

### Yukito
Prima della sua relazione con Sakura, Syaoran è attratto da Yukito Tsukishiro, amico del fratello di Sakura. Essendo anche Sakura attratta da Yukito, i due diventano rivali: Syaoran cerca sempre le attenzioni del ragazzo, di solito consegnandogli regali migliori di quelli di Sakura, così come cibo più gustoso o facendogli più complimenti. Sia Sakura che Syaoran finiscono così per essere rivali sia in amore che nella cattura della Carte. Viene dopo scoperto che l'infatuazione di Syaoran per Yukito era causata dalle forze della luna che risiedevano in Yukito. L'amore per Sakura, invece, era reale.

### Cerberus
Syaoran e Cerberus spesso litigano durante la serie, soprattutto quando Syaoran lo chiama "peluche", mentre Cerberus si riferisce a lui come "ragazzino".

### Touya
Syaoran e Touya non hanno un bel rapporto, e fin dall'inizio si mostrano ostili l'uno con l'altro, passando da semplici insulti velati fino a vere e proprie competizioni. Il loro primo incontro avviene quando lui vede Syaoran aggredire Sakura, ad insaputa di Touya per prenderle con la forza le carte di Clow, e quindi interviene. Da lì in avanti, i due sembrano completamente incompatibili. In realtà, l'astio che Touya prova per Syaoran è dovuto al fatto che, prima di chiunque altro, Touya ha capito il profondo sentimento che lega il ragazzino cinese a Sakura, e la sua rabbia nell'incontrarlo era solo dovuta alla consapevolezza che, un giorno, Syaoran avrebbe portato via la sua sorellina.